# Phigalia denticulata
Phigalia denticulata là một loài bướm đêm trong họ Geometridae.